# Isländische Eishockeyliga 2010/11
Die Saison 2010/11 war die 20. Spielzeit der isländischen Eishockeyliga, der höchsten isländischen Eishockeyspielklasse. Meister wurde zum insgesamt 15. Mal in der Vereinsgeschichte die erste Mannschaft von Skautafélag Akureyrar, die SA Víkingar.

## Modus
In der Hauptrunde absolvierten die vier Mannschaften jeweils 18 Spiele. Die beiden bestplatzierten Mannschaften qualifizierten sich für das Meisterschaftsfinale. Für einen Sieg nach regulärer Spielzeit erhielt jede Mannschaft drei Punkte, für einen Sieg nach Overtime zwei Punkte, bei einer Niederlage nach Overtime gab es einen Punkt und bei einer Niederlage nach regulärer Spielzeit null Punkte.

## Hauptrunde
| Pl. |                              | Sp | S  | OTS | OTN | N  | Tore    | Punkte |
| 1.  | SA Víkingar                  | 18 | 12 | 2   | 1   | 3  | 111:051 | 41     |
| 2.  | Skautafélag Reykjavíkur      | 18 | 11 | 1   | 1   | 5  | 094:071 | 36     |
| 3.  | SA Jötnar                    | 18 | 5  | 0   | 2   | 11 | 063:116 | 17     |
| 4.  | Ísknattleiksfélagið Björninn | 18 | 4  | 1   | 0   | 13 | 065:095 | 14     |

Sp = Spiele, S = Siege, N = Niederlagen, OTS = Overtime-Siege, OTN = Overtime-Niederlage

## Finale
- SA Víkingar – Skautafélag Reykjavíkur 3:2 Siege